# Académie des arts et techniques du cinéma
Académie des arts et techniques du cinéma (tj. Akademie filmových umění a technik) je francouzská organizace, která každoročně uděluje filmovou cenu César. Jejím prezidentem je od roku 2003 filmový producent Alain Terzian. Organizace byla založena v roce 1974 z iniciativy filmového producenta Georgese Cravenna.

## Prezidenti
- Marcel Ichac (1976, dočasný)
- Robert Enrico (1976-1986)
- Jeanne Moreau (1986-1988)
- Alexandre Mnouchkine (1988–1990)
- Jean-Loup Dabadie (1990-1992)
- Daniel Toscan du Plantier (1992-2003)
- Alain Terzian (od roku 2003)